# Alois Filliger
Alois Filliger (* 31. März 1862 in Ennetmoos; † 18. Dezember 1934 in Küssnacht SZ) war ein Schweizer Politiker. Von 1898 bis 1904 gehörte er als Vertreter der Konservativen dem Regierungsrat des Kantons Nidwalden an.

## Leben
Alois Filliger wurde in Ennetmoos als Sohn des Kaspar Filliger und der Anna Bucher geboren. Er wuchs auf dem Hof Bieli in Ennetmoos auf und besuchte die Schule seiner Geburtsgemeinde. Später wurde er Viehhändler und Gantrufer und erwarb das Gasthaus «zum Allweg». Da diese Berufe ihn und seine grosse Familie mehr schlecht als recht ernährten, wanderte Filliger aus und erwarb in Küssnacht im Kanton Schwyz einen grossen Bauernhof. 
Auf lokaler Ebene war Alois Filliger erst Gemeindeschreiber, dann Gemeinderat und Gemeindepräsident. Auf kantonaler Ebene war er Ratsherr im Landrat und Oberrichter. Die Landsgemeinde von 1898 wählte ihn in den Regierungsrat. Er blieb die vollen sechs Jahre der Wahlperiode Mitglied der Nidwaldner Regierung.
Alois Filliger heiratete am 25. Mai 1894 in Stans Marie Odermatt. Aus dieser Ehe stammen acht Kinder (je vier Söhne und Töchter). Der jüngste Sohn starb als Kleinkind und zwei der acht Kinder wanderten an die Westküste der USA aus (Oregon und Kalifornien). 

## Quelle
- Neues Stammbuch.  Band II, Filliger, 6 (1), Seite 9.